# 삶은 나의 누이
《삶은 나의 누이》(러시아어: Сестра моя — жизнь)는 ≪닥터 지바고≫로 유명한 러시아 작가 보리스 파스테르나크가 지은 시집이다. 파스테르나크를 독자적인 시인으로 인정받도록 한 중요한 작품이다. 수록된 총 50개 시 가운데 49개의 시가 10개의 연작시에 해당하며, ‘자연’을 중심으로 한 모티프로 플롯을 구성한다. 작품들은 은유, 환유 등의 비유법의 사용이 두드러지며 작가 특유의 이미지화, 연상화 기법 등으로 인해 난해하다는 것이 특징이다. 하지만 파스테르나크만의 독특한 시 창작의 원리를 받아들이고 음미했을 때 비로소 우리는 그 특별한 맛을 충분히 느껴 볼 수 있다.

## 개요
1913년 그의 최초의 시집 ≪구름 속의 쌍둥이≫, 1916년 12월 두 번째 시집 ≪장벽을 넘어서≫가 출간되었다. 연상적 이미지와 때로는 해독되지 않는 은유로 가득 찬 첫 시집에 대해, 몇몇 젊은이 그룹 사이에서는 환호를 받으며 인정받았지만, 미래주의 경향의 비평가들에 의해서는 그의 새로운 시학은 거부되고 이해받지 못했다. 사실상 파스테르나크가 독자적인 시 세계를 구축한 것으로 인정받고 유명해지는 것은 세 번째 시집 ≪삶은 나의 누이≫를 통해서다.
1917년 여름에 창작된 이 시집의 출판은 1922년에야 가능했다. ≪삶은 나의 누이≫는 파스테르나크를 독자적인 시인으로 자리매김하게 한 가장 중요한 시집으로 손꼽힌다. 시들은 창작 동시에 1917년부터 개별적으로 발표됐으나, 시집으로 발행된 것은 1922년 모스크바와 이듬해 베를린에서였다.
시집은 파스테르나크의 초기 창작의 특징인, 이미지와 은유 측면에서의 난해성을 보인다. 비논리적인 연상을 비롯해 신조어와 방언의 사용, 나아가 비문법적인 언어 구사 등은 이러한 난해성을 강화한다. 러시아에서도 현재까지 시집의 난해성과 관련한, 각 시에 대한 활발한 ‘포럼’이 웹상으로도 이루어지고 있을 정도다. 이러한 난해성을 조금이라도 극복하기 위해서는 몇 가지 점에 유의할 필요가 있다. 시집을 파스테르나크의 ‘논리’(비논리가 논리가 된)로 이해해야 한다는 것이다. 또한 시집이 레르몬토프에게 헌정됐다는 점, 즉 시집에는 그와 그의 창작 세계의 열정적 파토스가 지배적이라는 것이다. 그러나 무엇보다도 구성에서 여느 서정 시집과는 다른 점을 보인다는 것에 유의해야 한다. 이 작품은 소설적 요소와 서정시적 요소가 공존하는, 두 장르의 혼합 형태를 띠고 있다.

## 요소
총 50편 시 가운데 49편의 시가 10개의 연작시 그룹에 속해 있는 이 책의 구성은 소설적·서정시적 요소가 혼합된 형태를 띠는 점에서 보통 서정 시집과는 다르다. 1917년 여름에 시 대부분이 쓰였고(부제가“1917년 여름”) 그때 옐레나 비노그라트와 보낸 날이 스토리 라인을 형성한다. 즉 이 연작시의 기저에 비노그라트와의 만남·이별의 사건이 놓여 있는 것이다. 이렇듯 시집을 한 편의 소설 형태로 만드는 사랑에 대한 플롯은 1922년 최초 판본의 연작시 구성에도 나타나 있다. 소설적 측면에서 본다면 첫 연작시 ＜새들이 노래할 때가 아닌지＞는 그녀를 만나기 전 도입의 역할을, ＜초원의 서＞와 이후 연작시들은 본론의 역할을 하는 셈이다. 연작시에 포함되지 않은 첫 번째 시 ＜악마를 기억하며＞는 작품 전체의 제사(題詞)가 되는 것이다.
한편 시집은 독자적인 여러 서정시가 모여 이루어진 형태를 띠기도 한다. 대부분의 연작시가 여러 주제와 모티프를 지니고 있기 때문에 소설적인 이야기체로 이어진 시들 간의 논리적·내용적인 연관성은 그리 긴밀하지 않아 보인다. 하지만 사실상 이 같은 시집의 소설 및 서정시적 요소 모두를 심층적으로 단일하게 결합시켜 주는 것은 각 시마다 반복되어 드러나는‘자연’을 중심으로 한 모티프 및 이미지라 할 수 있다.